# Aeroportul Prineville
Aeroportul Prineville (IATA: PRZ, FAA LID: S39) este un aeroport din Oregon, Statele Unite ale Americii ce deservește zona Prineville⁠(d). A fost numit după zona deservită.
Situat la o altitudine de 991 m, aeroportul dispune de 2 piste.

## Infrastructură

### Piste
Aeroportul dispune de 2 piste. Pista 10/28 are suprafața de asfalt și dimensiunile 5.751 picioare × 75 picioare. Pista 15/33 are suprafața de asfalt și dimensiunile 4.054 picioare × 40 picioare. 